# Правительство Проди (первое)
Первое правительство Проди — 53-е правительство Итальянской Республики, действовавшее с 18 мая 1996 по 9 октября 1998 года под председательством Романо Проди.

## Общие сведения
Первое правительство, сформированное парламентом XIII созыва, сменило правительство Дини, ушедшее в отставку после парламентских выборов 1996 года.

## История
Левоцентристская коалиция Олива во главе с Романо Проди одержала победу на выборах благодаря так называемому «соглашению об отказе» с Партией коммунистического возрождения (они не выставляли своих кандидатов в одних и тех же округах). 16 мая 1996 года президент Италии Скальфаро поручил Проди формирование правительства, 17 мая оно было сформировано и 18 мая приведено к присяге. 24 мая кабинет получил вотум доверия в Сенате, где правительственной коалиции хватило своих голосов, а 31 мая — в Палате депутатов при решающей внешней поддержке Партии коммунистического возрождения (ПКВ). 11 марта 1997 года парламент одобрил первый из законов Бассанини, который положил начало административным реформам в стране. В апреле разразился политический кризис, когда ПКВ отказалась поддержать международную миротворческую операцию «Рассвет» в Албании, где начался тяжёлый общественный кризис, и решение было проведено при поддержке правоцентристов, но позднее коммунисты всё же проголосовали за доверие правительству. 9 октября 1997 года фракция ПКВ не поддержала предложенный кабинетом финансовый закон, Проди подал в отставку, но через 35 часов компромисс был найден — 14 октября правительство обратилось к парламенту с предложением о голосовании вотума доверия и 16 октября получило его. 24 марта 1998 года правительство одобрило законопроект о сокращении длительности рабочей недели до 35 часов. 25 сентября 1998 года правительство одобрило новую версию трёхлетнего финансового закона, 4 октября в руководстве ПКВ произошёл раскол — сторонники Фаусто Бертинотти выступили против поддержки закона, но через несколько дней сторонники Армандо Коссутты, поддержавшие закон, вышли из партии. 6 октября большинство фракции ПКВ поддержало закон. Тем не менее, 8 октября правительство не получило в парламенте вотум доверия (судя по реплике Романо Проди, причиной конфликта с Коссуттой стала политика НАТО в Косове). К моменту прекращения своей деятельности первое правительство Проди было вторым в истории Итальянской Республики по длительности существования — 876 дней, уступив только правительству Беттино Кракси — 1058 дней с 4 августа 1983 по 27 июня 1986 года.

## Список

### Аппарат правительства
| Ведомство                | Имя                                                                | Младшие статс-секретари |
| ------------------------ | ------------------------------------------------------------------ | --- |
| Аппарат Совета министров | Председатель Совета министров Романо Проди (Независимый)           | Энрико Микели (ИНП) — секретарь аппарата правительства Артуро Паризи (Независимый) — СМИ и издательское дело Джорджо Боджи (ЛР) — информационная и издательская политика (до 14 марта 1997) |
| Аппарат Совета министров | Заместитель председателя Совета министров Вальтер Вельтрони (ДПЛС) | Энрико Микели (ИНП) — секретарь аппарата правительства Артуро Паризи (Независимый) — СМИ и издательское дело Джорджо Боджи (ЛР) — информационная и издательская политика (до 14 марта 1997) |

### Министры
| Должность                                                                  | Имя                                             | Младшие статс-секретари |
| -------------------------------------------------------------------------- | ----------------------------------------------- | --- |
| Министр иностранных дел и по делам итальянцев за рубежом                   | Ламберто Дини (ИО)                              | - Пьеро Фассино (ДПЛС) — связи с Евросоюзом - Рино Серри (ДОК) - Патриция Тойа (ИНП) |
| Министр внутренних дел и гражданской обороны                               | Джорджо Наполитано (ДПЛС)                       | - Франко Барбери (Независимый) — гражданская оборона - Фабрицио Аббате (ИНП) - Джанникола Синизи (ИНП) - Адриана Виньери (ДПЛС) - Анджело Джорджанни (ИО) — до 13.03.1998 - Лучо Теста (ИО) с 20.03.1998 |
| Министр помилования и юстиции                                              | Джованни Мария Флик (независимый)               | - Джузеппе Аяла (ДС) - Франко Корлеоне (ФЗ) - Антонино Мироне (ПС) |
| Министр обороны                                                            | Беньямино Андреатта (ИНП)                       | - Массимо Брутти (ДПЛС) - Джанни Ривера (ПС) |
| Министр казначейства (до 31.12.1997)                                       | Карло Адзельо Чампи (независимый)               | - Филиппо Каваццути (ДПЛС) - Дино Пьеро Джарда (независимый) - Роберто Пинца (ИНП) - (ДПЛС) — до 28.05.1996 - Лаура Пеннакки (ДПЛС) — с 28.05.1996                                                       |
| Министр бюджета и экономического планирования (до 31.12.1997)              | Карло Адзельо Чампи (независимый)               | - Исайя Залес (ДПЛС) - Лаура Пеннакки (ДПЛС) — до 28.05.1996 - (ДПЛС) — с 28.05.1996 |
| Министр казначейства, бюджета и экономического планирования (с 01.01.1998) | Карло Адзельо Чампи (независимый)               | - Филиппо Каваццути (ДПЛС) - Дино Пьеро Джарда (независимый) - Роберто Пинца (ИНП) - Исайя Залес (ДПЛС) - Лаура Пеннакки (ДПЛС) - (ДПЛС)                                                                 |
| Министр финансов                                                           | Винченцо Виско (ДПЛС)                           | - Джованни Маронджу (ИО) - Фаусто Виджевани (ДПЛС) - Пьерлуиджи Кастеллани (ИНП) — с 21.11.1996 |
| Министр промышленности, торговли и ремёсел, туризма                        | Пьер Луиджи Берсани (ДПЛС)                      | - Умберто Карпи (ДПЛС) - Сальваторе Ладу (ИНП) |
| Министр почт и телекоммуникаций                                            | Антонио Макканико (ИО)                          | - Вита, Винченцо Мария (ДПЛС) - Микеле Лауриа (ИНП) |
| Министр внешней торговли                                                   | Аугусто Фантоцци (ИО)                           | - Антонелло Кабрас (ДС) |
| Министр транспорта и мореплавания                                          | Клаудио Бурландо (ДПЛС)                         | - Джузеппе Альбертини (ДПЛС) - Джузеппе Сорьера (ДПЛС) |
| Министр общественных работ, городов                                        | Антонио Ди Пьетро (независимый) — до 20.11.1996 | - Антонио Баргоне (ДПЛС) - Джанни Франческо Маттиоли (ФЗ) |
| Министр общественных работ, городов                                        | Паоло Коста — с 20.11.1996                      | - Антонио Баргоне (ДПЛС) - Джанни Франческо Маттиоли (ФЗ) |
| Министр сельскохозяйственных, продовольственных и лесных ресурсов          | Микеле Пинто (ИНП)                              | - Роберто Боррони (ДПЛС) |
| Министр окружающей среды                                                   | Эдоардо Ронки (ФЗ)                              | - Валерио Кальцолайо (ДПЛС) |
| Министр труда и социального обеспечения                                    | Тициано Трэу (ИО)                               | - Антонио Пиццинато (ДПЛС) - Федерика Росси-Гаспаррини (ИО) - Элена Монтекки (ДПЛС) — до 23.02.1998 - Алессандро Гарилли (Alessandro Garilli) — независимый, с 20.03.1998                                |
| Министр общественного просвещения                                          | Луиджи Берлингуэр (ДПЛС)                        | - Надья Мазини (ДПЛС) - Карла Рокки (ФЗ) - Альбертина Сольяни (ИНП) |
| Министр университетов и научных и технологических исследований             | Луиджи Берлингуэр (ДПЛС)                        | - Лучано Гуэрцони (ДПЛС) - Джузеппе Тоньон (ДПЛС) |
| Министр здравоохранения                                                    | Рози Бинди (ИНП)                                | - Пьерпаоло Зилери (ДПЛС) - Моника Беттони-Брандани (ДПЛС) |
| Министр культурного наследия и деятельности, зрелищ и спорта               | Вальтер Вельтрони (ДПЛС)                        | - Виллер Бордон (ДА) - Альберто Ла Вольпе (ИС) |

### Министры без портфеля
| Сфера ответственности                  | Имя                                  | Младшие статс-секретари                                             |
| -------------------------------------- | ------------------------------------ | ------------------------------------------------------------------- |
| Равные возможности                     | Анна Финоккьяро (ДПЛС)               |                                                                     |
| Социальная солидарность                | Ливия Турко (ДПЛС)                   |                                                                     |
| Государственная служба и дела регионов | Франко Бассанини (ДПЛС)              | Серджо Дзоппи (ИНП) Эрнесто Беттинелли (Независимый) — с 13.02.1997 |
| Связи с парламентом                    | Джорджо Боджи (ЛР) — с 14 марта 1997 | Элена Монтекки (ДПЛС) — с 23.02.1998                                |